# 2-es busz (Makó, 2006–2009)
A makói 2-es jelzésű autóbusz az Autóbusz-állomás és a Tesco áruház között közlekedett. A viszonylatot a Tisza Volán üzemeltette.
A régi 2-es járat az 5-ös viszonylattal megegyező útvonalon közlekedett, eltérés csak az utolsó megállóban volt. 2005. januárban szűnt meg. A számot három évig használó járat 2006. január 26. óta közlekedett. Kezdetben fizetni kellett az utazásért, és napi hat pár járat közlekedett; 2007 augusztusának végétől négy pár járatot üzemeltetett a Tisza Volán, és ezek bárki által ingyen igénybe vehetőek voltak. A viszonylat az autóbusz-állomás 6-os állásáról indult, érintette Sovány városrészt, illetve a Vertán-telepet, valamint Újvárost is. A buszok a Tesco áruház parkolójában fordultak meg.
2009 májusának elején a Tesco áruházlánc több ingyenes helyi járatát megszüntette a gazdasági válság következtében; a makói viszonylat május 1-jén szűnt meg.

## Megállóhelyei
| Sorszám (↓) | Megállóhely neve               | Sorszám (↑) | Átszállási kapcsolatok   |
| ----------- | ------------------------------ | ----------- | ------------------------ |
| 0           | Autóbusz-állomás végállomás    | 11          | 3, 5 Helyközi autóbuszok |
| 1           | Galamb József Szakképző Iskola | 10          |                          |
| 2           | Kórház, bejárati út            | 9           |                          |
| 3           | Almási utca                    | 8           |                          |
| 4           | Holló utca                     | 7           |                          |
| 5           | Sírkert utca                   | 6           |                          |
| 6           | Vásárhelyi utca                | 5           |                          |
| 7           | Hosszú utca                    | 4           | 5                        |
| 8           | Gyóni Géza utca                | 3           |                          |
| 9           | Megyeri utca                   | 2           |                          |
| 10          | Királyhegyesi utca             | 1           |                          |
| 11          | Tesco Áruház végállomás        | 0           |                          |